# Cory Booker

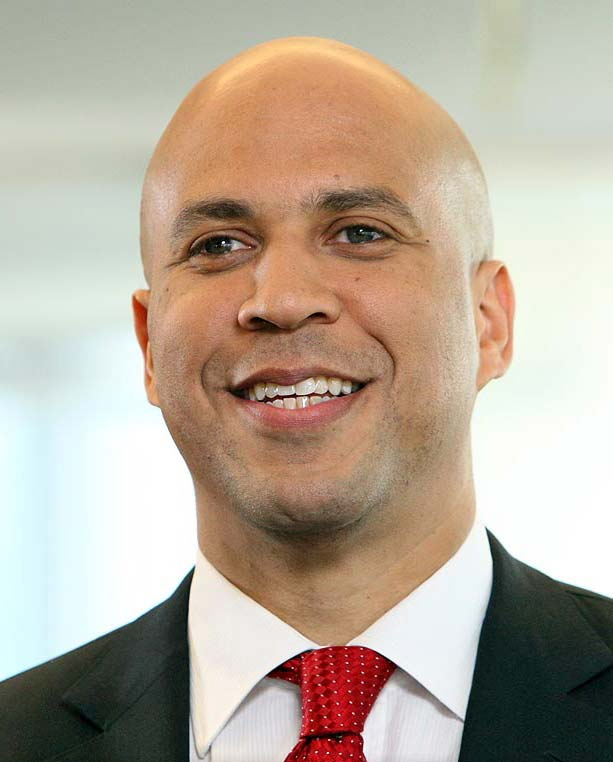
Cory Booker (2015)

Cory Anthony Booker (* 27. April 1969 in Washington, D.C.) ist ein amerikanischer Politiker der Demokratischen Partei. Der Jurist vertritt seit einer Sonderwahl im Jahr 2013 den Bundesstaat New Jersey im US-Senat. Bis dahin hatte er vom Jahr 2006 an das Amt des Bürgermeisters der Stadt Newark bekleidet. Booker ist für seine intensive politische Kommunikation über soziale Netzwerke und Medien bekannt geworden. Er bewarb sich um die Nominierung seiner Partei für die Präsidentschaftswahl 2020, zog seine Kandidatur aber im Januar 2020 zurück. 2025 brach er den Rekord für die längste je im Senat gehaltene Rede; aus Protest gegen die Regierung Trump II sprach er über 25 Stunden lang.

## Laufbahn
Booker, dessen Eltern zu den ersten schwarzen Führungskräften beim Unternehmen IBM gehörten, studierte Politikwissenschaften und Jura an den Universitäten Stanford, Yale und Oxford. Nach dem Jurastudium arbeitete er für das Urban Justice Center in New York und als Programm-Koordinator des Newark Youth Project. Mitte der 2000er Jahre wurde er Partner einer Anwaltskanzlei.

### Stadtrat und Bürgermeister von Newark
1998 wurde Booker in den neunköpfigen Stadtrat von Newark gewählt, indem er den Amtsinhaber George Branch besiegte. 2002 kandidierte er nicht erneut als Stadtrat, sondern trat als Bürgermeisterkandidat an. Er unterlag aber Amtsinhaber Sharpe James. Von 2002 bis 2006 hatte er kein politisches Amt inne. Er gründete die Basisorganisation Newark Now, welche zur Vernetzung der Bewohner von Newark und der Verbesserung der Lebenssituation in der Stadt beitragen sollte.
2006 kandidierte Booker erneut als Bürgermeister und wurde mit 72 Prozent der Stimmen gewählt. Darüber hinaus waren viele ihm nahestehende Stadtratskandidaten erfolgreich, sodass er auch im Stadtrat eine starke Unterstützung hatte. Innerhalb seines ersten Jahres im Amt reduzierte er die Kriminalitätsrate um 33 Prozent; weiterhin gelang es ihm, für die Schulen von Newark eine Spende von Mark Zuckerberg in Höhe von 100 Millionen US-Dollar einzuwerben und das Defizit der Stadt deutlich zu reduzieren. 2009 bot ihm US-Präsident Barack Obama die Leitung des neugeschaffenen Amtes für Städteentwicklung an, was Booker mit Verweis auf seine Verbundenheit zu Newark ablehnte. Als Bürgermeister von Newark wurde er 2010 zwar ungefährdet, aber mit einem knapperen Ergebnis von fast 60 Prozent der Wählerstimmen wiedergewählt und blieb bis zu seiner Vereidigung als US-Senator am 31. Oktober 2013 im Amt.

### Senator der Vereinigten Staaten
Cory Booker gewann für die Demokraten die außerordentliche Nachwahl eines der beiden Sitze New Jerseys im US-Senat im Oktober 2013. Booker hatte bereits im Dezember 2012 angekündigt, bei der regulären Wahl im November 2014 für diesen Sitz anzutreten und damit den bisherigen Mandatsinhaber, seinen Parteikollegen Frank Lautenberg, herauszufordern. Nachdem Lautenberg im Juni 2013 gestorben war, trat Booker als Kandidat für die nötig gewordene Nachwahl an. Auch wenn die Familie Lautenbergs sich nicht für Booker aussprach, lag er in Meinungsumfragen weit vor seinen Mitbewerbern, sowohl für die parteiinterne Vorwahl als auch in der anschließenden allgemeinen Nachwahl. Am 13. August 2013 gewann er mit 59 Prozent der Stimmen die Nominierung der demokratischen Partei und trat damit bei der Wahl im Oktober als klarer Favorit gegen seinen republikanischen Herausforderer Steve Lonegan an. Er beendete vorerst Spekulationen über weitere politische Ambitionen, als er im August 2013 ein Antreten bei der Präsidentschaftswahl 2016 (auch für das Amt des Vizepräsidenten) ausschloss.
Der Wahlkampf erwies sich als schwieriger als erwartet; Bookers Beliebtheitswerte sanken zeitweilig deutlich. Bei der Wahl für den Sitz im US-Senat am 16. Oktober 2013 siegte Cory Booker mit 54,6 Prozent über Steve Lonegan (44,3 Prozent) und trat sein Amt in der Nachfolge des Interimssenators Jeffrey Chiesa am 31. Oktober 2013 mit der Vereidigung an. Bei der Senatswahl im November 2014 trat Booker für eine volle sechsjährige Amtszeit an. Er setzte sich mit mehr als 56 Prozent der Stimmen gegen den Republikaner Jeff Bell durch.
Im Senat trat Booker insbesondere bei der Anhörung des Supreme-Court-Kandidaten Brett Kavanaugh hervor, als er wegen zurückgehaltener Dokumente Kavanaughs bereits die Eröffnung störte, Kavanaugh wegen Fragen insbesondere zu Affirmative Action unter Druck setzte und ankündigte, als geheim eingestufte Dokumente zu veröffentlichen, selbst wenn er als Konsequenz dafür aus dem Senat ausgeschlossen werden sollte.
Am 31. März 2025 gegen 19 Uhr Ortszeit startete Booker eine eintägige Rede im Senat, aus Protest gegen das Kabinett Trump II. Zu Beginn sagte er: „Tonight, I rise with the intention of getting in some good trouble.“  („Heute Abend erhebe ich mich in der Absicht, in ordentliche Schwierigkeiten zu kommen.“) und „I rise tonight because I believe sincerely that our country is in crisis… These are not normal times in America, and they should not be treated as such“ („Ich erhebe mich heute Abend, weil ich ernsthaft glaube, dass unser Land sich in einer Krise befindet. Dies sind keine normalen Zeiten in Amerika, und sie sollten auch nicht als solche behandelt werden“). Er kritisierte Trumps radikale Kürzungen des Staatsapparats mit der Entlassung von tausenden Angestellten des öffentlichen Dienstes und warf Trump vor, immer mehr Macht an sich zu reißen und damit die Demokratie zu gefährden. Unterstützt wurde er von Parteikollegen, die ihm immer wieder Fragen stellten, um Verschnaufpausen zu ermöglichen. Um das Rederecht nicht zu verlieren, musste er durchgehend stehen bleiben und durfte nicht auf die Toilette. Dafür habe er vorher tagelang gefastet, erzählte Booker. Nach 25 Stunden und 4 Minuten beendete er seine Ausführungen. Damit brach er um 46 Minuten den bis dahin von Strom Thurmond gehaltenen Rekord für die längste jemals im Senat gehaltenen Rede (Filibuster). Thurmond versuchte 1957, ein Bürgerrechtsgesetz zu verhindern, worauf Booker in seiner Rede einging: Thurmond habe jene Maßnahmen zu verhindern versucht, die es ihm, Booker, ermöglicht hätten, so weit zu kommen. Die Rede sorgte international für Aufmerksamkeit und wurde als Lebenszeichen der Demokraten verstanden, die in den ersten Wochen der zweiten Amtszeit von Trump von Anhängern dafür kritisiert wurden, „wie gelähmt“ zu wirken.
In seiner 25-stündigen Rede erwähnte Booker Gaza zwar, sprach aber nicht über den Krieg oder über israelische Gräueltaten. Anfang April stimmte Booker gegen einen Antrag von Bernie Sanders, Waffenverkäufe der USA im Wert von 8,8 Milliarden US-Doller an Israel zu unterbinden.

## Ambitionen auf die Präsidentschaft

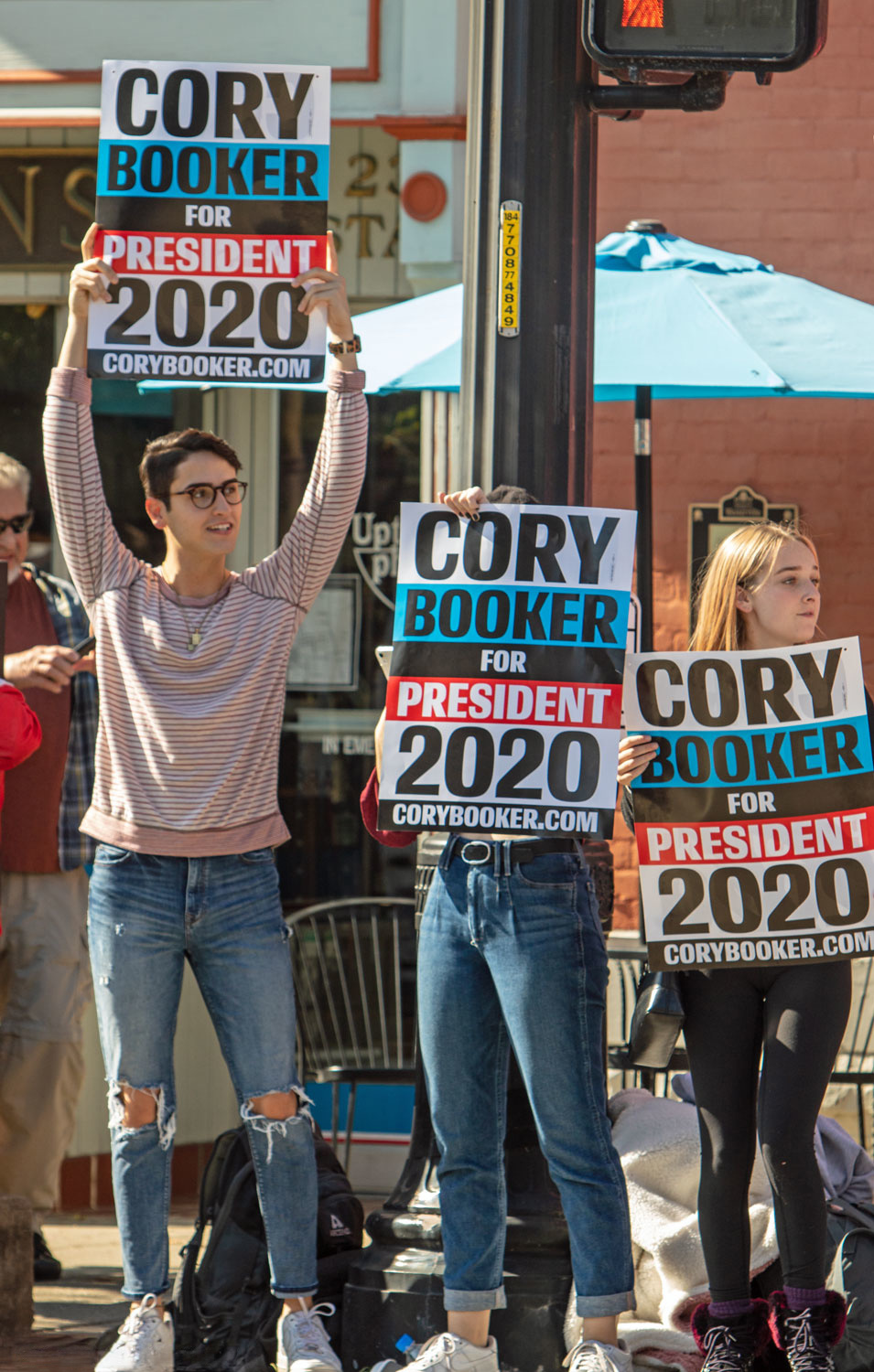
Unterstützer im Kampf um die Nominierung, Oktober 2019

Im Januar 2016 erschienen Bookers Memoiren unter dem Titel United, was von einigen journalistischen Beobachtern mit einer möglichen Kandidatur als Vizepräsident bei der Wahl 2016 verknüpft wurde, über die immer wieder in Medien spekuliert wurde.
Nach der Niederlage der demokratischen Präsidentschaftskandidatin Hillary Clinton bei der Wahl 2016 wurde Cory Booker als möglicher Kandidat der Demokraten für die Präsidentschaftswahl 2020 genannt. Im Januar 2017 erklärte Booker, er wolle nicht für das Amt des Präsidenten kandidieren, um sich auf die Oppositionsarbeit gegen die Regierung Donald Trumps zu konzentrieren. Booker lag in frühen Vorwahlumfragen der Demokraten mit 3 bis 8 Prozent auf einem der hinteren Plätze. Er blieb jedoch weiterhin im Gespräch, unter anderem, indem er bundesweit Kandidaten der Demokraten in Wahlkämpfen unterstützte, darunter Doug Jones bei der Senatorenwahl in Alabama 2017 und Mike Espy bei seiner Senatskandidatur 2018 in Mississippi.
Im Februar 2019 verkündete Booker zu Beginn des Black History Month und ein Jahr vor den ersten Vorwahlen seine Bewerbung um die demokratische Präsidentschaftskandidatur für die Präsidentschaftswahl 2020. Einer seiner Unterstützer war Jon Bon Jovi. Booker zog seine Kandidatur am 13. Januar 2020 mit der Begründung zurück, er habe beim Fundraising nicht genug Gelder eingesammelt, um noch gewinnen zu können.

## Mediennutzung und Rezeption

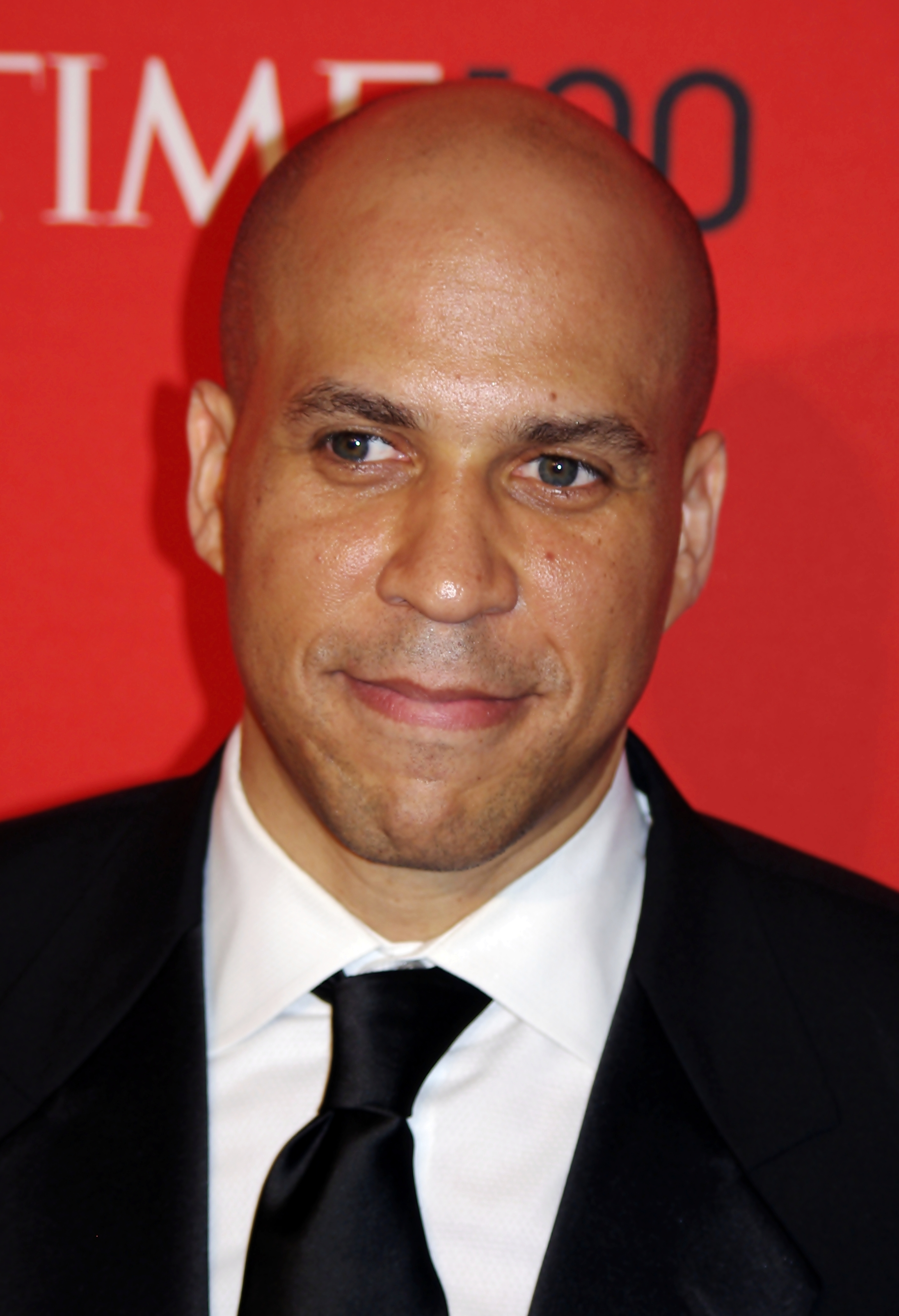
Cory Booker 2011 bei der Time 100 Gala

Booker bedient sich für seine Öffentlichkeitsarbeit intensiv der Medien. Sein Wahlkampf des Jahres 2002 war der Fokus des Dokumentarfilms Street Fight, welcher für einen Oscar nominiert wurde. Er war die Hauptfigur der Dokumentarserie Brick City, die 2009 und 2011 in zwei Staffeln seine Arbeit als Bürgermeister und die Reformen in Newark begleitete. Für diese Arbeit nutzte er insbesondere Social Media; über Twitter nahm er 2010 nach einem Schneesturm von Bürgern Anfragen zum Schneeschippen entgegen und übernahm diese Aufgabe teils persönlich. Nach dem verheerenden Hurrikan Sandy im Herbst 2012 koordinierte er die Hilfs- und Aufräumarbeiten. Bookers Aktionen sorgten immer wieder für Aufsehen; so wohnte er acht Jahre lang in einer Sozialwohnung in einem Brennpunkt, trat für zehn Tage in Hungerstreik oder ernährte sich eine Woche lang für 30 US-Dollar, um auf die mangelnde Versorgung von Menschen hinzuweisen, die auf öffentliche Hilfe angewiesen sind. Im April 2012 kam er in die Schlagzeilen, als er eine Nachbarin aus ihrem brennenden Haus rettete.
Das Nachrichtenmagazin Time erklärte Booker 2010 zu einem „Superhelden der sozialen Medien“ („social-media superhero“); Oprah Winfrey nannte ihn wegen seiner medialen Präsenz einen „Rockstar“ und sammelte für seinen Senatswahlkampf Spenden.

## Schriften
- United. Thoughts on Finding Common Ground and Advancing the Common Good. Random House, New York 2016, ISBN 978-1-101-96516-0.